# Entre-Ijuís
Entre-Ijuís é um município do estado brasileiro do Rio Grande do Sul.

## História

### O início com os 7 povos
A primeira organização urbana ao estilo europeu que ocorreu nas terras entre-ijuienses foi a Missão Jesuítica-Guarani de São João Batista, fundada em 14 de setembro de 1697, com 2.832 nativos oriundos da Redução de São Miguel Arcanjo, liderados pelo jesuíta Antônio Sepp. Foi a 6ª Redução de um conjunto conhecido como Sete Povos das Missões.
Desde esta data o povo de São João desenvolveu a agricultura, construiu seu povoado, desenvolveu-se magistralmente na música atraindo para si índios de várias reduções para instruir-se no canto e em vários tipos de instrumentos. Construiu-se um templo que a julgar pelas plantas da época e mais especificamente pelo relato de seu idealizador o jesuíta Antônio Sepp era das mais belas e encantadoras obras arquitetônicas da Província Jesuítica do Paraguai. Também nesta redução temos um fato de fundamental importância, foi aqui que se fundiu o primeiro ferro e aço do sul da América Meridional. Nesta fundição eram construídos sinos, utensílios agrícolas e as ferramentas usadas na fabricação de instrumentos musicais, que eram tão bem executados pelos índios segundo descrição do próprio pe. Antônio Sepp.
Em 1748, a redução tinha 4.106 habitantes.

### Primeiros colonizadores
Por um longo tempo os Sete Povos das Missões foram administrados por Corregedores nomeados pelos governadores de Buenos Aires, subordinados a Coroa Espanhola. Além dos Corregedores, existiam os Cabildos (semelhante a Câmara Municipal de hoje) que tinham poderes para efetuar a concessão de terras. Aí tiveram origem os latifúndios.
Com a extinção das reduções, já sem jesuítas, índios desgarrados, surgem os Tropeiros e Carreteiros para utilizarem e batizarem o “Passo do IJUÍ”, lugar preferido para “fazerem o meio-dia” ou, o pernoite e depois seguir para o “povo”  de Santo Ângelo onde faziam seu comércio..
Em 1824, o governo provincial mandou para São João Batista diversas famílias de imigrantes alemães que haviam chegado à Província de São Pedro do Rio Grande do Sul. Era o início da Colônia São João das Missões , criada pelo Presidente da Província José Feliciano Fernandes Pinheiro. Entretanto, os imigrantes não se adaptaram e poucos permaneceram no local, onde ficaram residindo apenas as famílias de Ernesto Kruel, Carlos Holsbach, Tristão Schmidt. Mais tarde vieram imigrantes italianos e poloneses.
Para não deixar as terras abandonadas, o governo distribuiu grandes lotes através dos Atos de Concessões de Terras, sendo que as terras que fazem parte Entre-Ijuís foram concedidas a João de Lara Leite Bueno, que em 1858, doou parte de suas terras para a construção de uma Capela dedicada a São João Batista, a capela não foi construída mas as terras passaram a ter responsabilidade da Mitra Diocesana de Uruguaiana.
Em 22 de março de 1873, Santo Ângelo se desmembrava de Cruz Alta, e o Passo do Ijuí começava a ter os primeiros moradores.  Eram colonos que receberam terras quando da colonização da margem esquerda do rio Ijuí, época da fundação oficial da colônia do Ijuí Grande.
Quando o governo Republicano delegou poderes à Delegacia de Terras e Colonização, em maio de 1890, era decidido colonizar a Bacia do Uruguai, começando pelas matas do Rio Ijuí, sob a chefia do Engenheiro José Manoel da Siqueira Couto.
Em 1918, a construção de uma modesta ponte de madeira, vem dar condições às carretas, carroças, charretes, jardineiras de passar de um lado ao outro do rio.

### O "Passo do Ijuí", a ponte e a evolução e revoltas
No início os carroceiros, tropeiros de mulas, carreteiros e viajantes paravam aqui para abastecerem-se, alimentarem-se e descansarem antes de seguir para Santo Ângelo. À medida que aumentava o movimento local foram se estabelecendo comerciantes de produtos alimentícios.
Os carreteiros e carroceiros que passavam pelo Rio Ijui transportavam erva-mate, couro, sal, alfafa, feijão, milho, madeira e outros produtos, produzidos aqui na região.
O rio permaneceu durante muito tempo sem ponte, para atravessá-lo era necessária a utilização de barcos. Em 1918 a construção de uma modesta ponte de madeira de apenas uma via, daria condições às carretas, carroças, charretes (aranhas), jardineiras e mesmo a pé, de passar de um lado ao outro do Rio, sendo que as tropas de animais ainda cruzavam pelo “Passo” havendo muitos “estouro” de boiadas. Neste ano se estabelecia com um “Bolicho de Campanha” o Sr. João Cassel seguido pelo Sr. Clódio Beck no ano seguinte, tendo assim início as atividades comerciais do pequeno povoado.
Com uma passagem segura sobre o Rio Ijuí, começaram a chegar as primeiras melhorias à Entre-Ijuís, como o calçamento das primeiras ruas, a  chegada da energia elétrica, construção de poço artesiano, primeiras ligações telefônicas, primeiro posto de gasolina.
Seria em 1923 e 1924, que dois fatos novos viriam agitar o pacato “Passo”. O primeiro o comércio organizado pelo Sr. Ernesto Cardoso de Aguiar que muito aumentou o movimento de pessoas na sede. O segundo em 18 de novembro de 1924, foi o início da revolução entre Maragatos e Chimangos.
O Passo do Ijuí era ponto estratégico e o Maragato “Juca Raimundo” disposto a não entregar o “Passo”, vem das bandas da costa do arroio Chuni, hoje município de Eugênio de Castro, com uma força organizada de 25 homens. Houve conforme afirmativa do Cel. Wanderlei Sardinha a 3ª maior Batalha ocorrida no Rio Grande do Sul, combate onde foram vencedores as forças do governo. 
Por outro lado, Luiz Carlos Prestes se deslocava em 29 de dezembro de 1924, de São Luiz Gonzaga com sua divisão de mais de 5000 homens para aqui encontrar com Cel. Juca Raimundo;  combateram ainda no Rio Conceição, e no dia 30 de dezembro de 1924, destroçavam a Brigada do Cel Bozano (governista) em Ijuí, indo acampar e repousar suas tropas nos Campos da fazenda da Ramada, em Palmeiras das Missões, onde houve o famoso combate da Ramada.
Na década de 1940, quando o Brasil declarou guerra à Alemanha, o governo do presidente Getúlio Vargas, designou o sgto Nascimento Meirelles, que aqui se radicou, para reprimir o contrabando de materiais de borracha, principalmente pneus que  cruzavam pelo Passo do Ijui, em direção a Argentina e daí para a Alemanha.
Em 1948, o vereador de Santo Ângelo; Vitor Hugo Optiz, que  representava o povoado conhecido como Passo do Ijuí ou Vila do Entre Ijuis,  apresentou um projeto de Lei elevando a vila para distrito de Entre-Ijuís.
Pela Lei Municipal n.º 3 de 26 de Agosto de 1948, cria-se o distrito de Entre-Ijuís que deve seu nome ao fato de estar localizado entre o rio Ijuí Grande ao Norte, o Ijuízinho ao Oeste, O Rio Chuni ao Sul e novamente o Rio Ijuí Grande a Leste. Nesta época era prefeito, em Santo Ângelo Pio Muller da Fontoura, e como sub-delegado de policia o Sr. Vicente Manoel de Deus (Lolito).
Em 1949, com a instalação do distrito, foi nomeado Djalma Ferraz como sub-prefeito e sub-delegado; o segundo sub prefeito e sub delegado foi Jaime Dumoncel Pita.
De 1950 a 1953 Licínio Matzembacker, acumulou as funções de sub prefeito e sub-delegado. Em 1952, inaugurou-se a Ponte de concreto, obra do governo Estadual de Ernesto Dorneles e surgiria então um movimento de revolta contra o “Pedágio” que seria cobrado para quem usasse a ponte. O povo uniu-se e numa manifestação que chegaria quase ao confronto armado. As guaritas foram jogadas na água e  o governo recuou em sua decisão. Trinta anos após a derrota dos Maragatos, no mesmo local, o governo era derrotado pelo povo.
Em  26 de agosto de 1948, pela Lei Municipal de Santo Ângelo, foi criado o Distrito de Entre-Ijuís, recebendo este nome por estar localizado entre os Rios Ijuí Grande ao norte e leste, o Rio Ijuizinho ao Oeste. Em 20 de dezembro de 1987, foi realizado o plebiscito para a emancipação do Distrito de Entre-Ijuís do município mãe (Santo Ângelo).
Em 13 de abril de 1988, através da Lei Estadual nº 8.558, Entre-Ijuís passa a ser município. A população de Entre-Ijuís é formada basicamente por descendentes de alemães, italianos, espanhóis, portugueses e indígenas, cujos hábitos foram unificados ao longo dos tempos.
Fontes:
Livro conhecendo Entre-Ijuís; 
Pesquisa da Prof. Maria Denise Bortolini; e
Depto de Cultura da Prefeitura de Entre-Ijuís 2009-2012'
A Paróquia Três Mártires das Missões faz parte da diocese de Santo Ângelo.

## Geografia
Pertence à Mesorregião do Noroeste Rio-Grandense e à Microrregião de Santo Ângelo. Limita-se com Santo Ângelo, Catuípe, Coronel Barros, Eugênio de Castro, São Miguel das Missões e Vitória das Missões.

## Cultura
Destaca-se em Entre-Ijuís as atividades tradicionalistas, realizadas pelo CTG's (Centro de Tradições Gaúchas, ao total são 3 entidades regulamentadas na 3ªR.T (Região Tradicionalista) e no MTG Movimento Tradicionalista Gaúcho

### Entidades Tradicionalistas

#### CTG Passo Do Ijuí
Entidade reconhecida em nível estadual pelo trabalho realizado com a juventude, tanto na parte artística, com as invernadas de danças, mas principalmente na atividade cultural, sendo essa entidade detentora de vários cargos de Peões e Prendas da 3ªRT e do RS, destacam-se:
Cesar Augusto Gallert Felipin - Peão Destaque Artístico Cultural do Rio Grande do Sul 2009/2010;
Lucas Dayran Vieira - Peão Destaque Artístico Cultural do Rio Grande do Sul 2010/2011;
Francisco Carneiro Neto - 1º Lugar Poesia Inédita - ENART 2008;
Nilse Gallert Felipin - 2º Lugar Conto - ENART 2009;
Invernada Adulta "Sentinelas do Passo" - Desde o ano de 2011 presença constante nas fases regionais e inter-regionais do ENART;

#### CTG O Grito de Sepé
Entidade de grande estrutura física, onde realizam-se grandes fandangos com os mais renomados grupos gaúchos. Sua invernada campeira forte e atuante em eventos de toda região, as invernadas artísticas muito bem estruturadas, na qual representam a entidade não só apenas na 3ª RT mas também em todo estado.
Tem como patrão atualmente João Celeste Pereira Ramos.

#### CTG Rancho Venda Velha
Localizada no interior do município, na localidade denominada Carajazinho.

## Filhos ilustres
Tio Bilia, reconhecido cantor, compositor e gaiteiro nativista, "O Rei da Oito Baixos", nasceu nas terras que pertencem atualmente à Entre-Ijuís, na localidade de Serra de Cima.